# GNUMail
GNUMail este un client de poștă electronică, open source, cross-platform pentru GNUstep și Cocoa. Este clientul de email oficial pentru GNUstep și Étoilé. Este inspirat din programul NeXTMail(Mail.app al companiei NeXT), predecesorul programului Apple Mail. Folosește cadrul de manipulare a poștei electronice Pantomime.
În plus GNUMail demonstrează că dezvoltarea de aplicații cross-platform cu ajutorul bibliotecilor GNUstep și Cocoa.

## Caracteristici
- Protocoale suportate: POP3(cu suport pentru APOP), IMAP și SMTP.
- Suportă TLS cu toate protocoalele
- Suport fișiere mail spool pentru primire
- Format fișiere pentru salvare locală: Maildir, Berkeley mbox
- Filtre pentru mail-urile în curs de trimitere și primire cu suport pentru expresii regulate
- Panou de căutare cu suport pentru expresii regulate
- Abilitatea de a adăuga antenturi personalizate
- Suport nativ pentru encripție PGP/GPG